# Angelo Cannavacciuolo
Angelo Cannavacciuolo (Napoli, 17 luglio 1956) è uno scrittore, sceneggiatore, regista e attore italiano.

## Biografia
Di genitori di origine acerrana, trascorre ad Acerra la primissima infanzia per poi trasferirsi con la famiglia a Napoli. Nel capoluogo campano, poco più che ventenne, inizia la sua carriera come attore accanto a Marina Suma ne Le occasioni di Rosa, diretto da Salvatore Piscicelli nel 1981. Il film, presentato alla 38ª Mostra internazionale d'arte cinematografica di Venezia, ottiene un buon successo di critica e di pubblico e la coppia (all'epoca tale anche nella vita privata) viene in seguito scritturata da Carlo Vanzina per il film Sapore di mare, girato nel 1982, nel quale Cannavacciuolo interpreta il fratello timido e pasticcione della Suma.
Visto il successo di pubblico viene decisa la produzione di un sequel che porta Cannavacciuolo a recitare, l'anno successivo, in Sapore di mare 2 - Un anno dopo film nel quale Marina Suma non è presente. Dopo una partecipazione nel giovanilistico Vai alla grande di Salvatore Samperi e nel thriller erotico La trasgressione di Fabrizio Rampelli, oltre a un cameo nel corale Blues metropolitano di Salvatore Piscicelli, Cannavacciuolo abbandona la carriera di attore per intraprendere la strada della scrittura. Prima però, nel 1993, debutta come regista cinematografico con Malesh - Lascia che sia, interpretato dalla Suma accanto a un'altra "musa piscicelliana" quale è Ida Di Benedetto.
Il suo primo romanzo, Guardiani delle nuvole, è stato finalista del Premio Viareggio e del Premio Giuseppe Berto nel 1999, mentre il suo secondo libro, Il soffio delle fate, è stato finalista del Premio Elsa Morante: il primo è diventato un film nel 2004 con la regia di Luciano Odorisio, mentre dal secondo è stata tratta un'opera lirica, di cui Cannavacciuolo ha scritto il libretto, rappresentata nel maggio 2009 in 15 repliche dal Teatro Antonín Dvořák di Ostrava. Acque basse, un noir esistenziale ambientato a Napoli durante un afoso mese di agosto, è il suo terzo romanzo. L'ultimo romanzo, Le cose accadono, è uscito nel mese di settembre 2008, ed è stato vincitore del Premio Viadana 2009 e del Premio Domenico Rea per la narrativa, nel medesimo anno. Cannavacciuolo ha scritto, inoltre, numerosi racconti, tra cui Bianco Natale, pubblicato e tradotto in America sul portale di letteratura straniera Words Without Border e il libretto di Oratorio di Speranza, con musiche del M° Filippo Zigante, andato in scena al Teatro Mediterraneo di Napoli nel 2005 e nei teatri tedeschi di Stralsund e Greifswald nel giugno del 2008.
Nel 2010 Cannavacciuolo crea e cura la prima rassegna di letteratura internazionale Parole in viaggio che si svolge in due serate nel Teatro Grande degli Scavi di Pompei, con autori come Gore Vidal, Ethan Canin, Jay Parini e Jim Nisbet. Cannavacciuolo è anche curatore dell'omonimo libro pubblicato da Contrasto, che raccoglie i racconti degli scrittori statunitensi e una serie di scatti inediti su Pompei di Mimmo Jodice. Nel 2018 scrive Sacramerica. Nel 2019 traduce dall'inglese il romanzo di Jay Parini L'apprendista Amante. Nel 2023 la casa editrice americana Rutgers University Press pubblica Le Cose Accadono, il suo quarto romanzo, con il titolo When Things Happen, tradotto da Gregory Pell. Presentato negli USA negli Istituti Italiani di Cultura di New York, San Francisco e Los Angeles.

## Filmografia

### Attore
- Le occasioni di Rosa, regia di Salvatore Piscicelli (1981)
- Sapore di mare, regia di Carlo Vanzina (1983)
- Sapore di mare 2 - Un anno dopo, regia di Bruno Cortini (1983)
- Vai alla grande, regia di Salvatore Samperi (1983)
- Un'età da sballo, regia di Angelo Pannacciò (1983)
- Blues metropolitano, regia di Salvatore Piscicelli (1985)
- La trasgressione, regia di Fabrizio Rampelli (1987)
- 18 anni tra una settimana, regia di Luigi Perelli (1991)

### Regista
- Malesh - Lascia che sia (1993)

### Sceneggiatore
- Guardiani delle nuvole (2004) film by Luciano Odorisio (2004) Alessandro Gassman, Claudia Gerini, Franco Nero, Anna Galiena, Luisa Ranieri. Music composed by Ennio Morricone.
- El Dorado - RAI - Docu-fiction set in Australia.Television

## Libri
- Guardiani delle Nuvole (1999) Baldini & Castoldi Novel
- Il Soffio delle Fate (2001) Baldini & Castoldi Translated to Serbo-Bosnian by Šahinpašić (2002) Novel
- Il Parco Virgiliano (2001) Liguori Editore for Galassia Gutenberg - Short Story
- Bianco Natale (2004) Short story collection Guida Editore. Translated to English by Words Without Borders. - Short Story
- Acque Basse (2005) Fazi Editore Novel
- Le Cose Accadono (2008) Cairo Editore Novel
- Words in Journey - Parole in Viaggio (2010) Pompeii Teatro Grande featuring Gore Vidal, Jay Parini, Ethan Canin and Jim Nesbit. - Literary event creator.
- Words in Journey Literary Events set in various locations in Campania Featured authors included: Jeffery Deaver, Arturo Perez-Reverte, Philppe Claudel, Marcos Giralt Torrente, Joanne Harris, John Domini, Martin Widmark, Valeria Luiselli, Tracy Chevallier.
- Pompeii Echoes from the Grand Tour (2010) Contrasto. Curated by Angelo Cannavacciuolo, featuring photography by Mimmo Jodice. - Book curator & Essay
- Nel Regno di Napoli il contrabbando non e peccato. (2016) Short story collection by Il Mattino and Banco di Napoli. - Short story
- Sacramerica (2018) - Ad Est dell'Equatore - Novel
- Delirious Naples (2019) Fordham Echoes from Pompeii - Essay
- L'apprendista Amante (2019) Ad Est dell'Equatore The Novel The Apprentice Lover by Jay Parini - translation of novel.
- Traduzioni sotto il 41ºparallelo (2021) Curation of translated international short stories from Words Without Borders
- When Things Happen (2023) Rutgers University Press - Translation of Le Cose Accadono to English by Greg Pell.

### Opera
- Oratorio di Speranza (2005) Composer Filippo Zigante, Libretto Angelo Cannavacciuolo - Opera
- Il Soffio delle Fate opera (2008) - Composer Filippo Zigante, Libretto Angelo Cannavacciuolo. Antonín Dvořák Theatre, Ostrava CZ

## Riconoscimenti
- Targa Europa per il cinema. "Le Occasioni di Rosa" (1982)
- La Torre."Le Occasioni di Rosa" 1984
- Premio opera prima Festival du Premier Roman di Chambery "Guardini delle Nuvole" (2000)
- Premio Elsa Morante per la narrativa "Il Soffio delle Fate" (2002)
- Vincitore della Piramide D’oro al Festival del Cairo. "Guardiani delle Nuvole" film (2004)
- Premio Archita: Nuove proposte Culturali - Istituto italiano per gli Studi Filosofici. (2009)
- Premio Viadana per la narrativa "Le Cose Accadono" (2009)
- Premio Domenico Rea per la narrativa "Le Cose Accadono" (2009)
- The Joseph G. Astman Distinguished Scholar Award (2011)
- MIA - Targa alla Carriera - Career award. (2014)
- Premio Letizia Isaia per la narrativa "Sacramerica" (2018)